# Rakowe (obwód zakarpacki)
Rakowe (ukr. Ракове) – wieś na Ukrainie, w obwodzie zakarpackim, w rejonie tiaczowskim, w hromadzie Wilchiwci. W 2001 liczyła 968 mieszkańców, spośród których 959 wskazało jako ojczysty język ukraiński, 8 rosyjski, a 1 białoruski.